# Hercinothrips femoralis
Hercinothrips femoralis är en insektsart som först beskrevs av Reuter 1891.  Hercinothrips femoralis ingår i släktet Hercinothrips och familjen smaltripsar. Arten är reproducerande i Sverige. Inga underarter finns listade i Catalogue of Life.